# Creu de la Bassa (Verdú)
La Creu de la Bassa era una creu de terme de Verdú (Urgell), situada davant del Portal de Lleida de la muralla de Verdú, i actualment desapareguda.
Datada al segle xv, destacava el fust, format per grans estries caragolades en rosca, inserit en un sòcol octavat i motllurat.